# Política de Guinea Ecuatorial

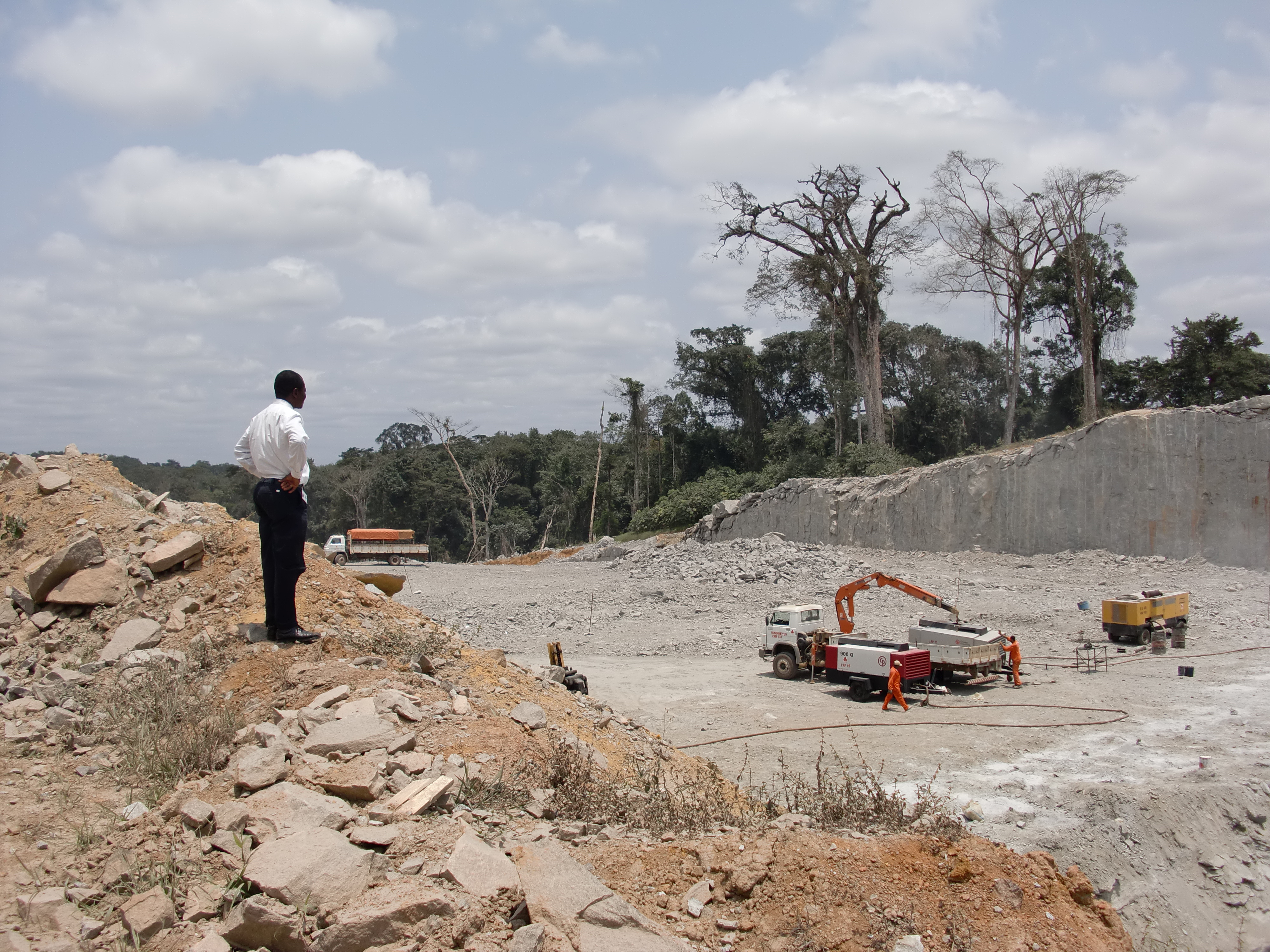
Se está construyendo Oyala-Ciudad de la Paz, que será la futura capital del país.

La Política de Guinea Ecuatorial se desenvuelve en el marco de una república presidencialista y unitaria, mediante la cual el Presidente de Guinea Ecuatorial es a la vez el jefe de Estado y jefe de gobierno. El poder ejecutivo es ejercido por el gobierno. El poder legislativo reside en el gobierno, en el Senado y en la Cámara de los Diputados.

## Las condiciones políticas

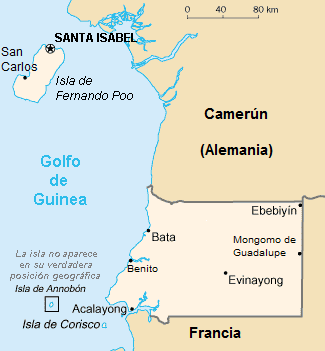
Fronteras acordadas con Francia en el Tratado de París de 1900 de los Territorios Españoles del Golfo de Guinea, luego renombrados como Guinea Española. Tras su independencia en 1968 Guinea Ecuatorial conserva esas fronteras con los países vecinos.

Mapa bandera de Guinea Ecuatorial.

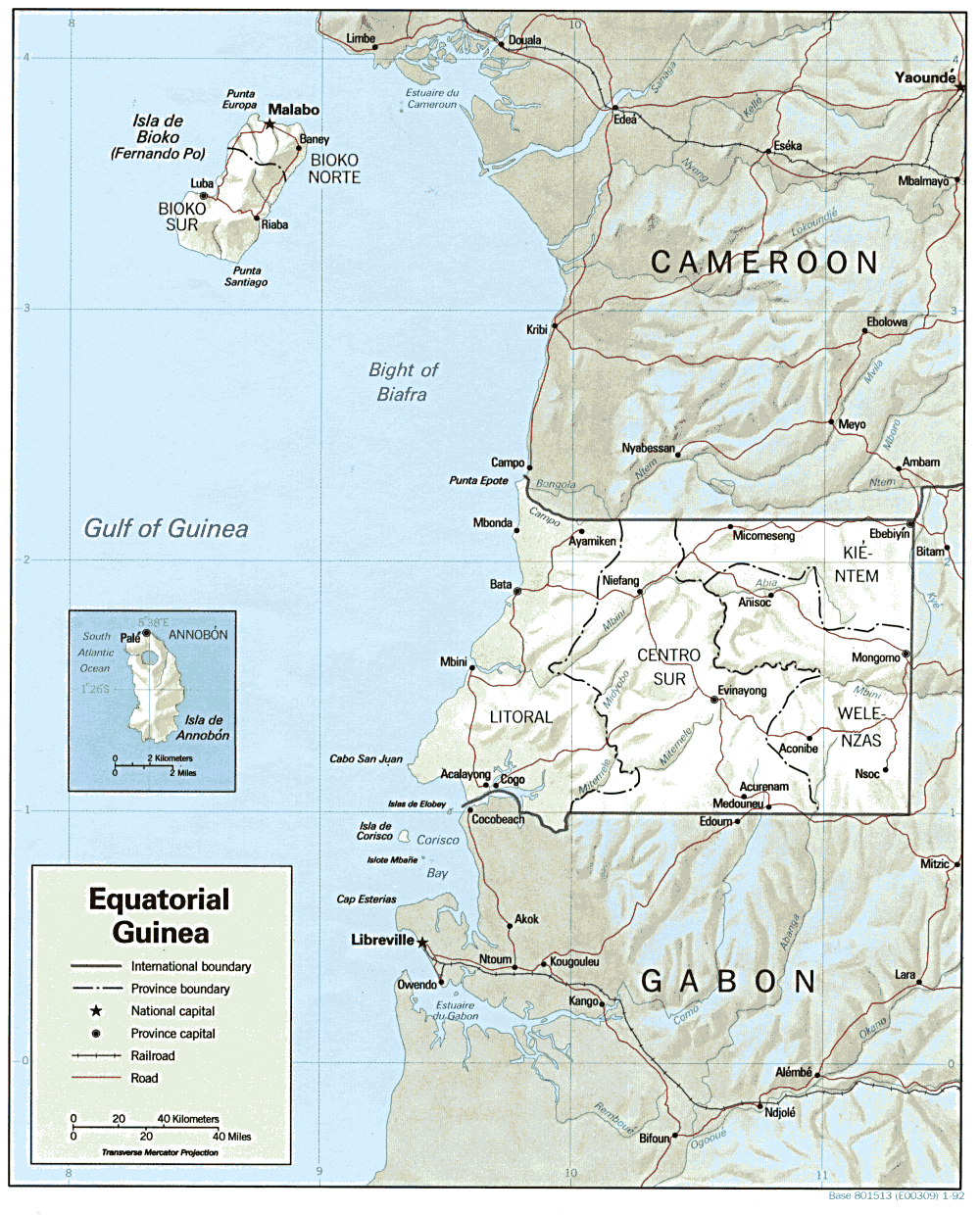
Mapa de Guinea Ecuatorial hecho por la CIA en 1992.

En el período siguiente a la concesión por parte de España de la autonomía local a Guinea Ecuatorial en 1963, hubo una gran actividad de los partidos políticos. Los partidos Bubi y Fernandinos preferían la separación de Río Muni o una federación desigual. Étnicamente los partidos con base en Río Muni estaban a favor de la independencia de un país unido que comprendiera Bioko y Río Muni, en última instancia, esta enfoque fue el que ganó. El Movimiento para la Autodeterminación de la Isla de Bioko (MAIB), que propugna la independencia de la isla bajo control bubi, es una de las consecuencias de la época inmediatamente anterior a la independencia.
Guinea Ecuatorial se convirtió oficialmente independiente de España el 12 de octubre de 1968. Desde entonces, el país ha tenido dos presidentes: Francisco Macías Nguema, el exalcalde de Mongomo, bajo el gobierno colonial español, y Teodoro Obiang Nguema Mbasogo (sobrino de Macías), quien ha gobernado desde 1979, cuando organizó un golpe de Estado militar y ejecutó a Macías.
La constitución de 1991 de Guinea Ecuatorial da Obiang amplios poderes, incluyendo el nombramiento y destitución de los miembros del gabinete, puede crear leyes por decreto, disolver la Cámara de Representantes, la negociación y ratificación de tratados y puede convocar a elecciones legislativas anticipadas. Obiang mantiene su papel como comandante en jefe de las fuerzas armadas y de ministro de defensa, y mantiene una estrecha supervisión de la actividad militar. El primer ministro es nombrado por el Presidente y opera en virtud de los poderes otorgados por el Presidente. El primer ministro coordina las actividades del gobierno en otras áreas, como asuntos exteriores, defensa y seguridad nacionales.
Tras la llegada de Macías al poder, la actividad política cesó en gran medida en Guinea Ecuatorial. Muchos opositores se exiliaron en España y en otros lugares, agitados por las reformas, algunos de ellos habían estado empleados en los gobiernos de Macías y Obiang. Después de que las actividades políticas en Guinea Ecuatorial fueran legalizadas en la década de 1990, algunos líderes de la oposición volvieron a intentar hacer política, pero las acciones represivas han continuado de forma esporádica.
Con la insistencia de las Naciones Unidas, los Estados Unidos, España y otros países donantes, el gobierno emprendió un censo electoral en 1995. Las primeras elecciones municipales, totalmente impugnadas, se llevaron a cabo en septiembre. La mayoría de los observadores coinciden en que las elecciones fueron relativamente libres y transparentes y que los partidos de la oposición obtuvieron entre dos tercios y tres cuartas partes del total de votos. El gobierno retrasó el anuncio de los resultados y afirmó entonces una muy dudosa victoria con el 52% de los votos en general y la obtención de 19 de los 27 consejos municipales. El Consejo de Malabo fue para la oposición. A principios de enero de 1996 Obiang convocó elecciones presidenciales que se celebrarían en seis semanas. La campaña se vio empañada por denuncias de fraude, y todos los otros candidatos se retiraron en la última semana. Obiang afirmó que fue reelecto con el 98% de los votos. Los observadores internacionales coincidieron en que la elección no fue libre ni justa. En un intento de acallar a sus críticos, Obiang anunció su nuevo gabinete, dando carteras de menor importancia a algunas personas identificadas por el gobierno como de la oposición.
Desde la independencia, los dos Presidentes (Macías y Obiang) han sido las fuerzas políticas dominantes en Guinea Ecuatorial. Desde 1979, el presidente Obiang ha sido frenado únicamente por la necesidad de mantener un consenso entre sus asesores y partidarios políticos, la mayoría de los cuales provienen de la familia Nguema en Mongomo, en la parte oriental de Río Muni. La familia Nguema es parte del subclan ESANGUI de los Fang. Presuntos intentos de golpe en 1981 y 1983 levantaron poca simpatía entre la población.

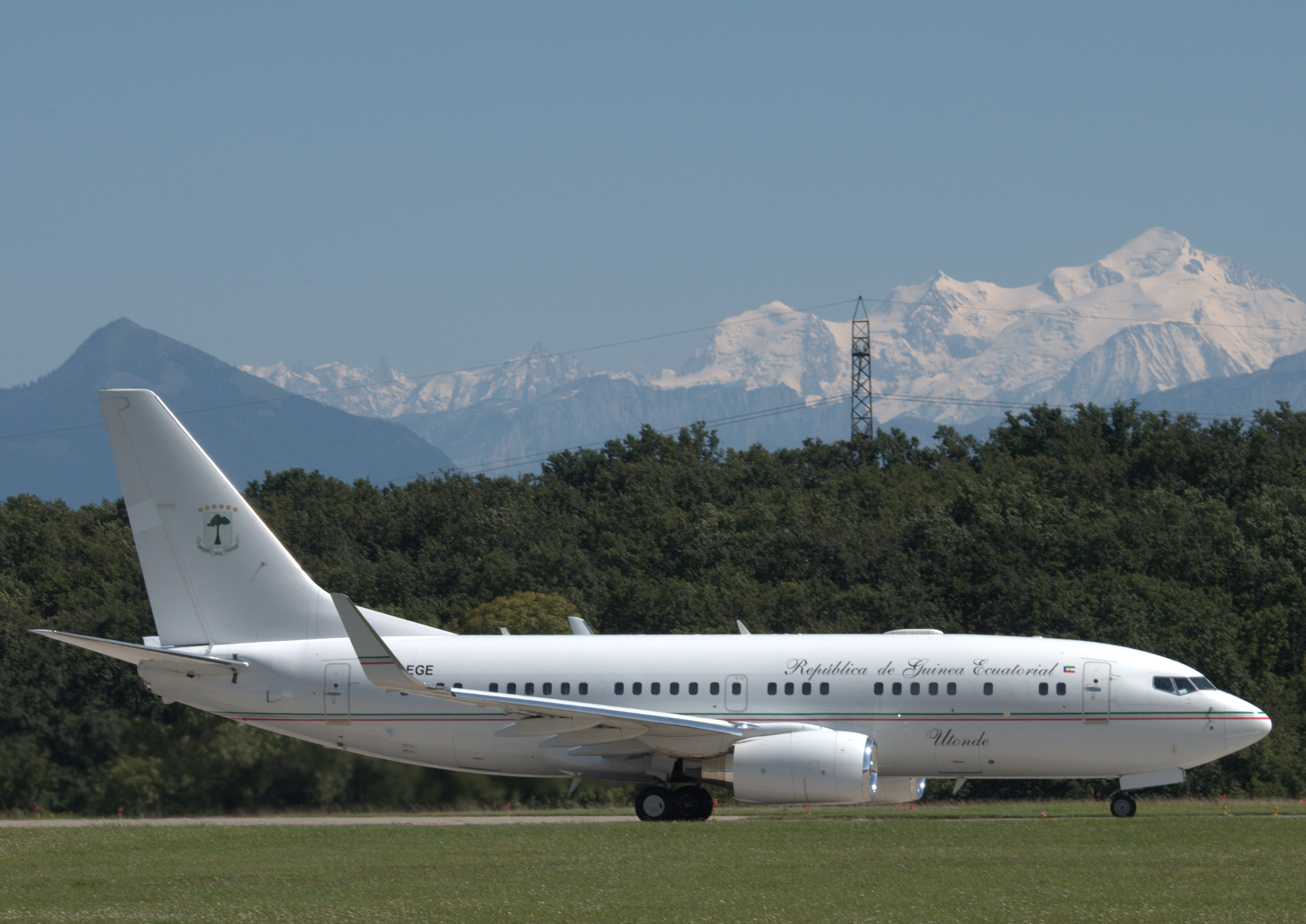
Un Boeing 737/7 utilizado por el gobierno de Guinea Ecuatorial.

Bajo el gobierno del presidente Obiang, a las escuelas se les permitió volver a abrir y se amplió la educación primaria, y los servicios públicos y carreteras mejoraron, si se compara con la tiranía de Macías. Se le ha criticado por no llevar a cabo verdaderas reformas democráticas. La corrupción y un sistema judicial disfuncional perturban el desarrollo de la economía de Guinea Ecuatorial y la sociedad. En marzo de 2001 el Presidente nombró a un nuevo primer ministro, Cándido Muatetema Rivas, y sustituyó a varios ministros percibidos como especialmente corruptos. Sin embargo, el presupuesto del gobierno aún no incluye todos los ingresos y gastos. Las Naciones Unidas para el Desarrollo ha propuesto un programa de gobierno de amplias reformas, pero el Gobierno de Guinea Ecuatorial no lo aplicó debidamente.
Aunque Guinea Ecuatorial carece de una tradición democrática bien establecida comparable a las democracias desarrolladas de Occidente, se ha progresado levemente hacia el desarrollo de un sistema político participativo desde las represivas condiciones de los años de Macías. En el poder desde 1979, el Gobierno de Obiang ha avanzado poco para estimular la economía. Las condiciones extremadamente graves para la salud persisten, y el sistema educativo sigue estando en una situación desesperada. A pesar de que muchos de los abusos y las atrocidades que caracterizaron los años de Macías han sido eliminados, un estado de derecho eficaz no existe. La libertad religiosa es tolerada.
El 15 de diciembre de 2002, los cuatro principales partidos de oposición de Guinea Ecuatorial se retiraron de las elecciones presidenciales del país. Obiang ganó las elecciones, ampliamente consideradas fraudulentas por los miembros de la prensa occidental.
De acuerdo con un perfil de la BBC de marzo de 2004, la política en el país es actualmente dominada por las tensiones entre el hijo de Teodoro Obiang (conocido por el sobrenombre de Teodorín, o Pequeño Teodoro), y otros parientes cercanos con posiciones de poder en las fuerzas de seguridad. La tensión puede tener su origen en un cambio de poder debido al aumento espectacular desde 1997 en la producción de petróleo.
Un informe de noviembre de 2004 afirmó que Mark Thatcher apoyo financieramente un intento en marzo de 2004 para derrocar a Obiang organizado por Simon Mann. Varios declaraciones mencionan al MI6 británico, la CIA, y a España como supuestos partidarios tácitos del intento de golpe de Estado. Sin embargo, un informe de Amnistía Internacional sobre el juicio que siguió destaca el fracaso del gobierno para demostrar ante el tribunal que el presunto intento de golpe de Estado hubiese tenido lugar alguna vez.

## Poder ejecutivo

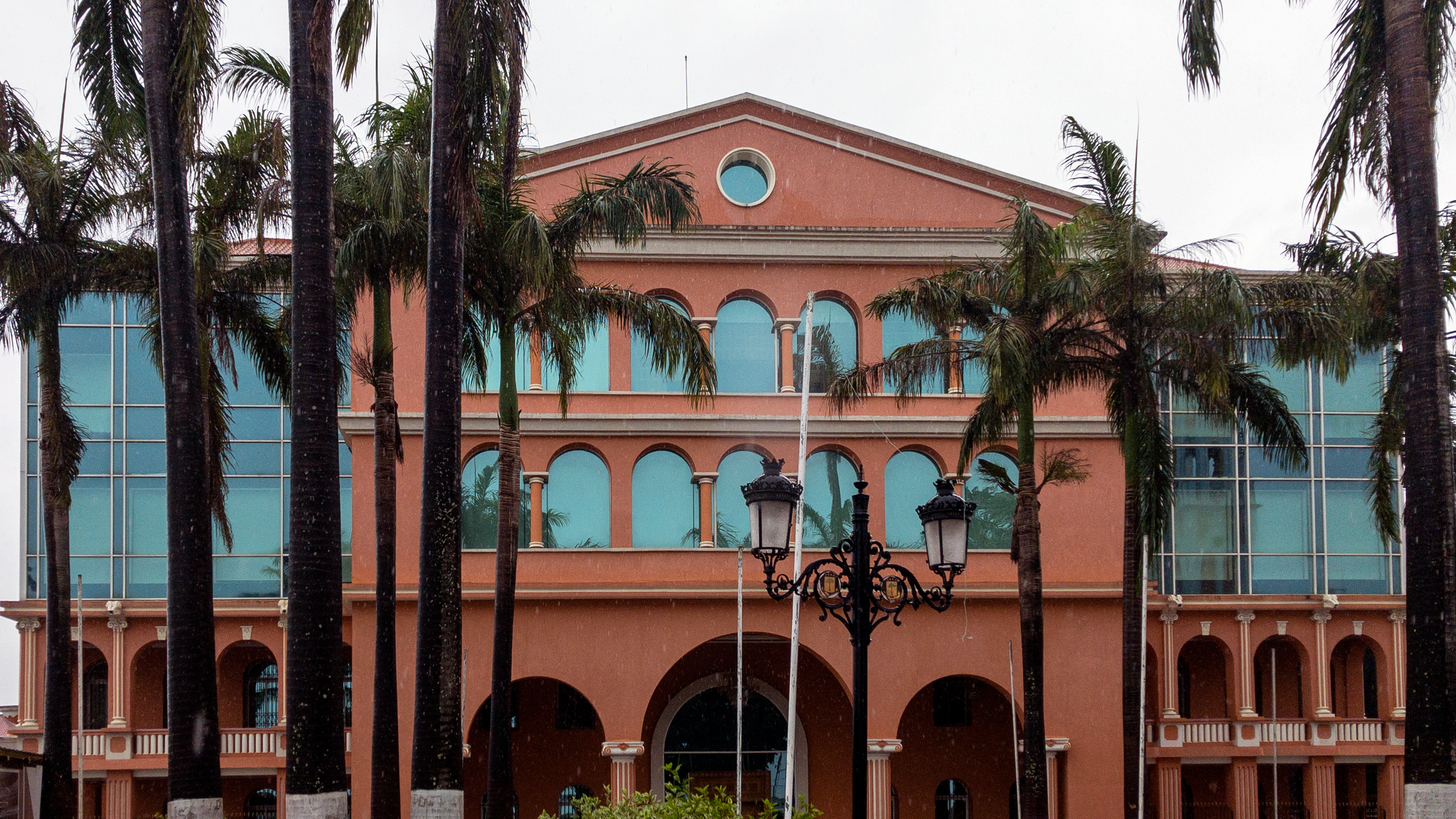
Palacio Presidencial de Guinea Ecuatorial en Malabo.

La constitución de 1982 de Guinea Ecuatorial le da al presidente poderes amplios, como el nombramiento y destitución de los miembros del gabinete, elaborar leyes por decreto, la disolución de la Cámara de Representantes, la negociación y ratificación de tratados y convocar a elecciones legislativas. La Constitución ha sido reformada en varias ocasiones, siendo la última de ellas la reforma de noviembre de 2011. El Presidente continúa con su papel de comandante en jefe de las fuerzas armadas y de ministro de defensa, y mantiene una estrecha supervisión de la actividad militar. El primer ministro es nombrado por el Presidente y opera en virtud de poderes otorgados por el Presidente. El primer ministro coordina las actividades del gobierno en otras áreas de asuntos exteriores, defensa y seguridad nacionales. Teodoro Obiang Nguema Mbasogo tomó el poder en un golpe militar. Nominalmete es elegido por voto popular para un mandato de siete años. Otra rama oficial del gobierno es el Consejo de Estado. La principal función del Consejo de Estado es servir como guardián en caso de la muerte o incapacidad física del Presidente. Está formado por los siguientes miembros: el presidente de la República, el primer ministro, el ministro de Defensa, el presidente de la Asamblea Nacional y el presidente del Consejo Económico y Social.

## Poder legislativo
La Cámara de los Diputados tiene 100 miembros, elegidos para un mandato de cinco años con un sistemas de representación proporcional en circunscripciones plurinominales. Guinea Ecuatorial es nominalmente un estado multipartidista, pero la oposición se queja de que en la práctica funciona como un estado de partido único, Esto significa que sólo un partido político, el Partido Democrático de Guinea Ecuatorial es, de hecho, el que mantiene el poder efectivo. Aunque los partidos menores son permitidos, son de hecho obligados a aceptar el liderazgo del partido dominante.
Desde 2013 también existe un Senado. El Senado cuenta con 70 miembros, de los cuales 55 son elegidos y 15 son nombrados por el Presidente.

## Poder judicial
El sistema judicial sigue similares niveles administrativos. En la parte superior están el Presidente y sus asesores judiciales (Tribunal Supremo). En orden descendente están los Tribunales de Apelaciones, los jueces en jefe de las divisiones, y los magistrados locales. Las leyes y costumbres tribales son honrados en el sistema judicial formal cuando no estén en conflicto con la ley nacional. El sistema judicial actual, que a menudo utiliza el derecho consuetudinario, es una combinación de la justicia tradicional, civil y militar, y que opera de manera ad hoc por la falta de procedimientos establecidos y de inexperiencia judicial.

## Divisiones administrativas
Guinea Ecuatorial se divide en 7 provincias (provincias, singular - provincia); Annobon, Bioko Norte, Bioko Sur, Centro Sur, Kie-Ntem, Litoral, Wele-Nzas. El Presidente nombra a los gobernadores de las siete provincias. Cada provincia está dividida administrativamente en distritos y municipios (son 30 municipios). El sistema administrativo interno depende del Ministerio de Administración Territorial, varios otros ministerios están representados en los niveles provinciales y de distrito.

## Grupos en los que participa
- ACCT, Agencia para la Comunidade hablante de Lengua Francesa,
- ACP, Grupo de Estados Africanos, del Caribe y del Pacífico.
- AfDB, Banco Africano de Desarrollo,
- BDEAC, Central African States Development Bank,
- CEEAC, Comunidad económica de los estados de África central
- ECA, Comisión económica para África
- FAO, Organización para alimmentación y la agricultura,
- FZ, Zona del Franco,
- G-77, Grupo de los 77,
- IBRD, Banco internacional para la reconstrucción y el desarrollo,
- ICAO, Organización internacional de aviación civil,
- ICRM, Cruz Roja internacional,
- IDA, Aocicación para el desarrollo internacional,
- IFAD, Fondo internacional para el desarrollo de la agricultura,
- IFC, Corporación internacional de Finanzas,
- ILO, Organización internacional del trabajo,
- IMF, Fondo monetario internacional,
- IMO, Organización martítima internacional,
- Intelsat, Organizacional internacional de comunicaciones satelitales,
- Interpol, Organización policial internacional,
- IOC, Comité olímpico internacional,
- ITU, Unión internacional de telecomunicaciones,
- NAM, Movimiento de los No alineados,
- OEA; (observador) Organización de los Estados Americanos
- OUA, Organización de la Unión Africana,
- OPCW, Organización para la prohibición de las armas químicas,
- UDEAC, Unión aduanera y económica de África Central,
- ONU, Naciones Unidas,
- UNCTAD, Conferencia de las naciones unidas sobre Comercio y desarrollo,
- UNESCO, Naciones Unidas para la Educación, Ciencia y la Cultura,
- UNIDO, Organización de las Naciones Unidas para el Desarrollo Industrial,
- UPU, Unión Postal Universal,
- WHO, Organización Mundial de la Salud,
- WIPO, Organización Mundial de la Propiedad Intelectual,
- WToO, Organización Mundial del Turismo,
- WTrO;(aplicante), Organización Mundial del Comercio